# Arenaria grandiflora
Arenaria grandiflora är en nejlikväxtart. Arenaria grandiflora ingår i släktet narvar, och familjen nejlikväxter.

## Underarter
Arten delas in i följande underarter:
- A. g. bolosii
- A. g. gomarica
- A. g. grandiflora
- A. g. incrassata
- A. g. valentina

## Bildgalleri

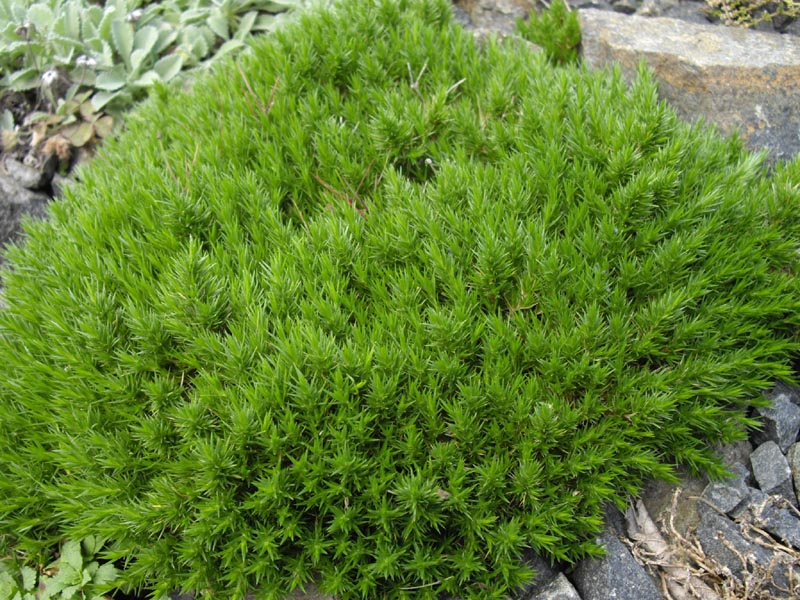
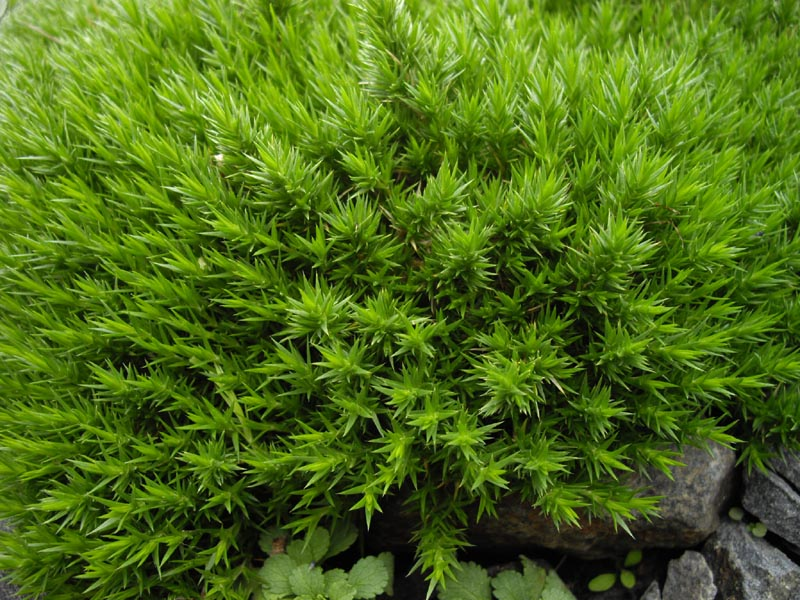
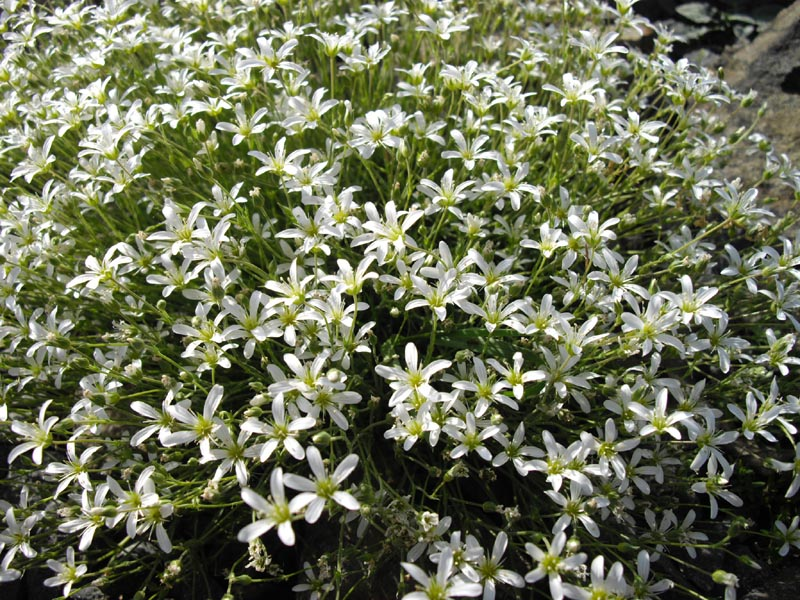
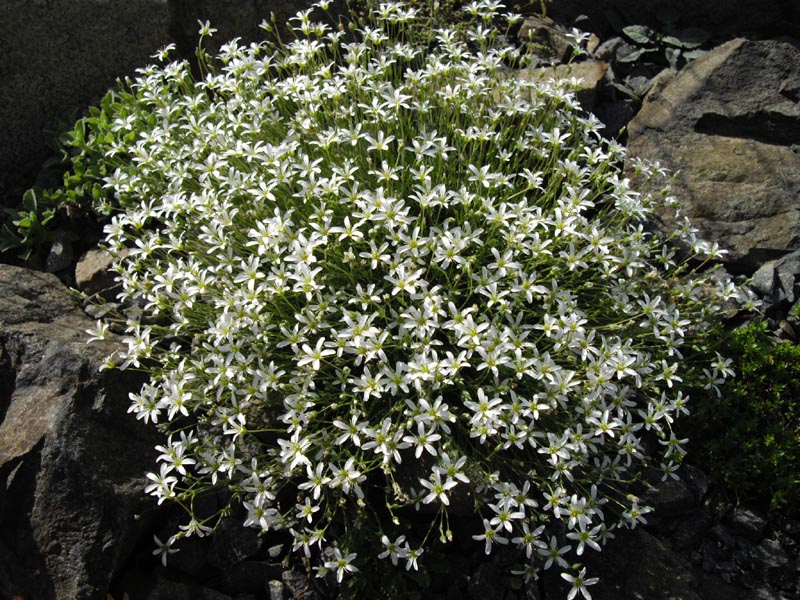
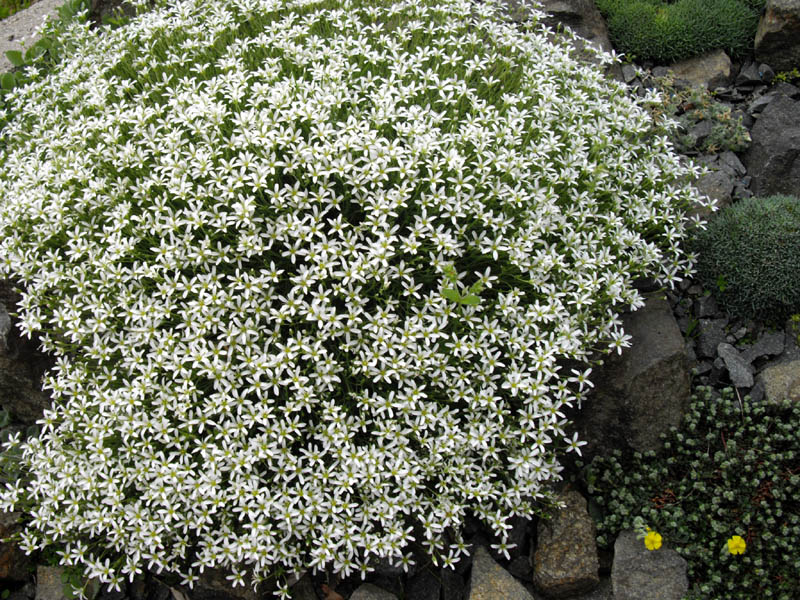
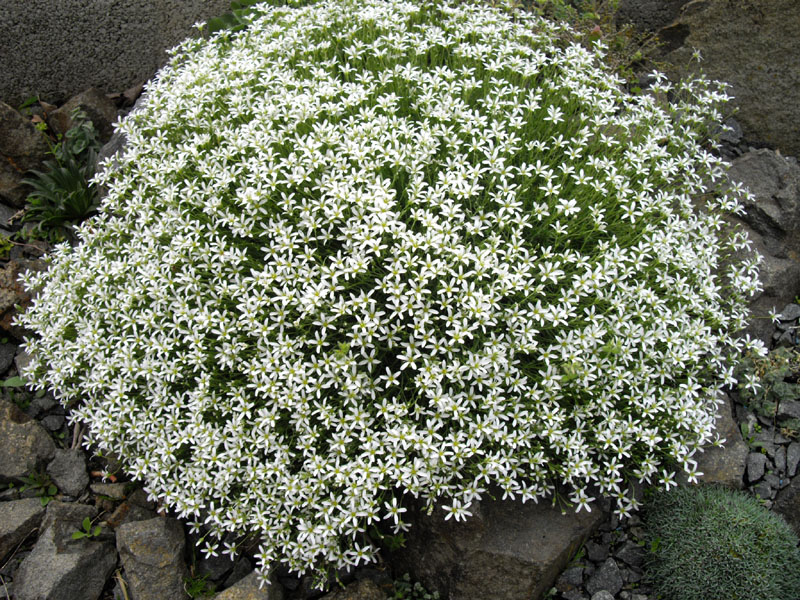